# بيير بايل
بيير بايل (1647 - 1706) (بالإنجليزية: Pierre Bayle)‏ هو شخصية عامة وفيلسوف الشكية وممثل حركة التنوير الفرنسية، كان أستاذاً للفلسفة بكلية سيدان وجامعة روتردام، دخل في نزاع مع الكاثوليكية وبعد ذلك تخلى عن الدين ودعا إلى التسامح الديني، كان بايل أول من قام بدراسة نقدية للعقيدة المسيحية، وبسبب ذلك، بالرغم من أنه لم يكن ملحداً على الإطلاق، إلا أنه جعل من الآخرين ملاحدة كما وصفه فولتير، وقامت حججه على الشكية التي صدرت عن المبدأ الديكارتي في الشك، والذي قوض كل إيمان بالميتافيزيقا واللاهوت كما رأى ماركس.
وقد ذكر بايل أن المشكلات الأخلاقية يجب دراستها من وجهة نظر العقل الطبيعي، بدل تحديدها بواسطة الدين، قال أنه من الممكن لمجتمع ما أن يتألف بكامله من الملاحدة، وقد مهدت كتاباته وخاصةً «القاموس التاريخي والنقدي» الطريق للمادية الفرنسية في القرن الثامن عشر.

## وصلات خارجية
- بيير بايل على موقع الموسوعة البريطانية (الإنجليزية)
- The Pierre Bayle Homepage
- The Pierre Bayle Collaborative Translation Project
- The New Schaff-Herzog Encyclopedia of Religious Knowledge
- Contains the exchanges between Bayle and Leibniz, slightly modified for easier reading